# اینیخن‌بورخ
اینیخن‌بورخ (به هلندی: Eenigenburg) یک روستا در هلند است که در اسخاخن واقع شده‌است. اینیخن‌بورخ ۲۰۰ نفر جمعیت دارد.